# Port lotniczy Ambatondrazaka
Port lotniczy Ambatondrazaka (IATA: WAM, ICAO: FMMZ) – port lotniczy położony w Ambatondrazaka, na Madagaskarze.

## Linie lotnicze i połączenia
| Linia Lotnicza | Kierunek        |
| -------------- | --------------- |
| Tsaradia       | 1. Antananarywa |